# Jaroslava Bajerová
Jaroslava Bajerová   (Brno, 1 d'abril de 1910 - Boskovice, 23 d'agost de 1995) va ser una gimnasta artística txecoslovaca que va competir durant la dècada de 1930.
El 1936 va prendre part en els Jocs Olímpics de Berlín, on guanyà la medalla de plata en la competició del concurs complet per equips del programa de gimnàstica.